# Bodtjärnen (Alanäs socken, Jämtland, 711786-147787)
Bodtjärnen är en sjö i Strömsunds kommun i Jämtland och ingår i Ångermanälvens huvudavrinningsområde.